# Modula-2
Наследникът на езикът Pascal, но с много важни разлики. Името MODULA (MODUlar LAnguage-2) е свързано с най-отличителната черта на езика – създаване на модули. Като използвате модулите, възможностите на ниско ниво, процесите и типовете процедури на Modula-2 да организира програмите в модулни единици го правят по-мощен и универсален от Pascal.

## Създаване
Експериментирайки с концепцията за модулен език, авторът на Pascal – Никлаус Вирт създава MODULA, директен предшественик на Modula-2. Новият език, обаче не е подходящ за широка употреба, така че той продължава да го разработва и подобрява, докато създава Modula-2. Първото инсталиране на компютър е през 1979 г., а първото представяне пред публика-през 1981 г.

## Предимства
Най-значителните предимства на Modula-2 са модулите, отделното компилиране, модулните библиотеки, машинните възможности на ниско ниво, процесите и процедурните променливи.
Като сравните Modula-2 с Pascal, трябва да си дадете сметка, че Pascal е замислен като език за обучение, а Modula-2 е предназначен за професионални разработчици на софтуер. Строгият формат на деклариране и структурата на Pascal са подходящи за онези, които се учат да програмират, докато отделното компилиране на модулите са удобни възможности за напредналите програмисти.
Силните страни на Modula-2 се възможностите му за създаване на персонален системен софтуер. Pascal е добър за студенти и за приложно програмиране, но той изисква всички декларации да бъдат събрани на едно място и винаги да се компила цялата програма. Освен това с него се осигурява трудно интерфейс с операции на машинно ниво, което затруднява системното програмиране. Modula-2 решава тези проблеми и е много ефективен именно за създаването на системен софтуер.
Специалните възможности на Modula-2 в известен смисъл усложняват програмите, така че езикът не е много подходящ за начинаещи.